# ユーロトラム
ユーロトラム（Eurotram）は、かつて各企業によって生産が実施された路面電車車両。近未来的なデザインが特徴の超低床電車で、フランスのストラスブールの路面電車（ストラスブール・トラム）を始めとした各地の都市に導入が実施された。

## 概要

### 開発までの経緯
1989年、フランスの都市・ストラスブールは、それまで導入が検討されていた案内軌条式旅客輸送システムのヴェイキュロトマティクレジェ（VAL）の計画を変更し、代わりに市内に路面電車（ライトレール）を導入する事を決定した。その中で、導入車両に関してバリアフリーに適した低床車体、ストラスブール駅の地下に乗り入れる際の8 ‰の斜路を走行可能な性能、広幅の乗降扉、冷房を含めた空調装置の設置といった条件が打ち出された。そして、複数の企業が参加した入札手続きを経て、ABBとソシミが受注を獲得した。そして両者が製造を実施した車両は、欧州議会が所在するストラスブールにちなみ「ユーロトラム」と呼ばれるようになった。

### 構造
「ユーロトラム」はモジュール構造を用いた車体を有する路面電車車両で、台車を有する長さが短い車体が、車体が長く片開きの乗降扉を有するが台車を持たない車体を挟み込む形の編成を組む。床上高さは350 mmに抑えられている他、乗降扉下部には車椅子用の収納式スロープも設置可能である。各台車は車軸を持たない独立車輪式で、動力台車は各車輪の外側に設置された水冷式かご形三相誘導電動機によって駆動する。台車の1次ばねには特殊なラジアルアームが、2次ばねには空気ばねが用いられており、曲線走行時の性能向上が図られている。屋根上には電気機器が設置されているが、通常はカバーに覆われている。
流線形の前面や大きな窓、広幅の乗降扉など近未来的なスタイルを取り入れた車体デザインはベルギーのインダストリアルデザイナーであったフィリップ・ニールマンが手掛けており、それまでの路面電車が持つ古いイメージを一新するものとして高く評価され、後述のように鉄道のみならず自動車のデザインにも影響を与えている。

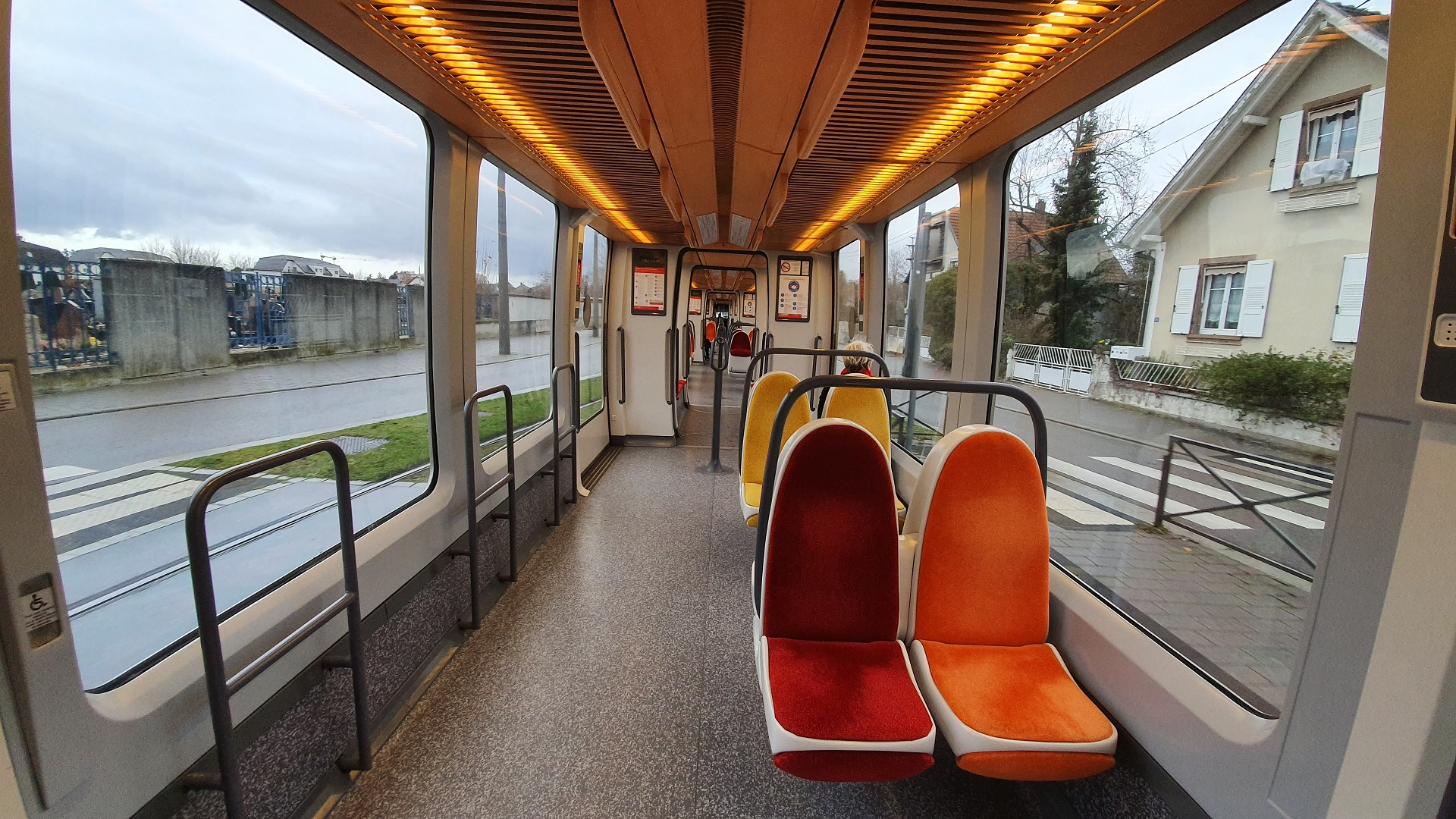
車内（ストラスブール）（更新後）
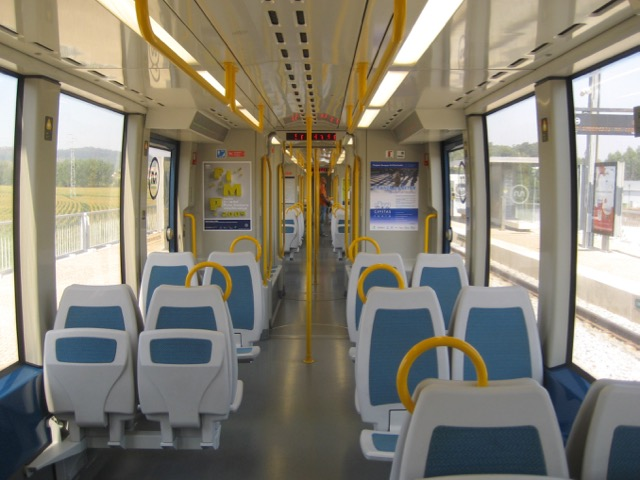
車内（ポルト）

### 製造企業について
「ユーロトラム」の発注を獲得したのはABBとソシミのコンソーシアムであったが、設計や試作車の製造を実施したソシミは1994年に破産したため、同社が受け持ったストラスブール向け車両の発注分はABBが生産を実施した。その後、ABBは輸送用機器の製造部門をアドトランツに売却し、更に同社がボンバルディア・トランスポーテーション（現：アルストム）に買収された事により、最終的にユーロトラムはボンバルディア・トランスポーテーションが展開する路面電車車両ブランド「フレキシティ（フレキシティ・アウトルックE）」の1車種として展開された。

## 運用
1994年から営業運転を開始したストラスブールの路面電車（ストラスブール・トラム）を含め、ユーロトラムは以下の都市への導入が実施された。これらに加えてイギリス・ノッティンガムのライトレール（ノッティンガム・エクスプレス・トランジット）へ導入する計画が存在したが実現せずに終わった。
| ユーロトラム/フレキシティ・アウトルックE 導入都市一覧 | ユーロトラム/フレキシティ・アウトルックE 導入都市一覧 | ユーロトラム/フレキシティ・アウトルックE 導入都市一覧 | ユーロトラム/フレキシティ・アウトルックE 導入都市一覧 | ユーロトラム/フレキシティ・アウトルックE 導入都市一覧 | ユーロトラム/フレキシティ・アウトルックE 導入都市一覧 |
| 国                                                    | 都市                                                  | 編成                                                  | 運転台                                                | 両数                                                  | 備考・参考                                            |
| ----------------------------------------------------- | ----------------------------------------------------- | ----------------------------------------------------- | ----------------------------------------------------- | ----------------------------------------------------- | ----------------------------------------------------- |
| フランス                                              | ストラスブール (ストラスブール・トラム)               | 7車体連接車                                           | 両運転台                                              | 36両                                                  |                                                       |
| フランス                                              | ストラスブール (ストラスブール・トラム)               | 9車体連接車                                           | 両運転台                                              | 17両                                                  |                                                       |
| イタリア                                              | ミラノ (ミラノ市電)                                   | 7車体連接車                                           | 片運転台                                              | 26両                                                  | 詳細は「ミラノ市電7000形電車」を参照                  |
| ポルトガル                                            | ポルト (ポルトメトロ)                                 | 7車体連接車                                           | 両運転台                                              | 72両                                                  | [ 12 ]                                                |

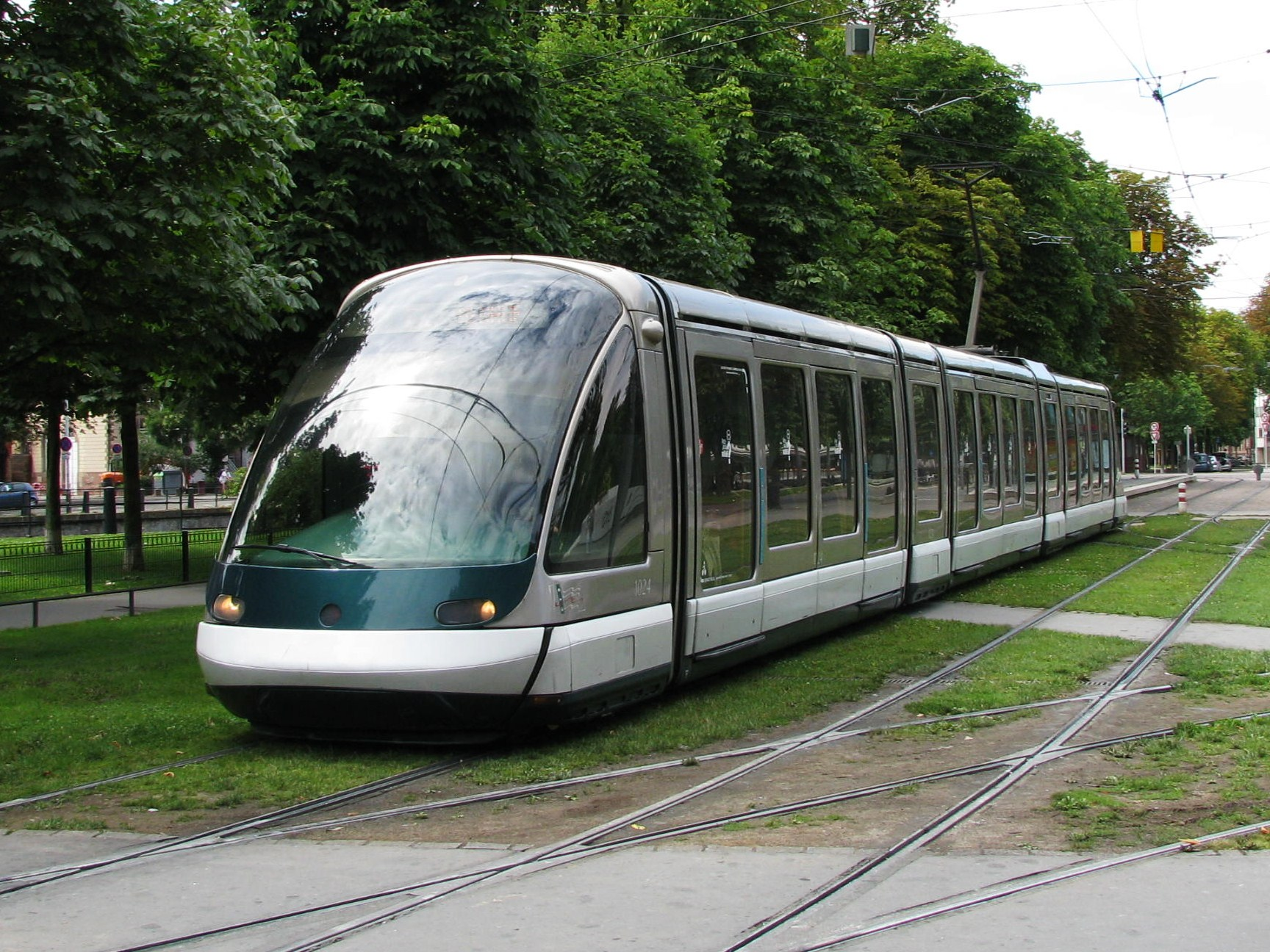
ストラスブール・トラム（7車体連接車） （2009年撮影）
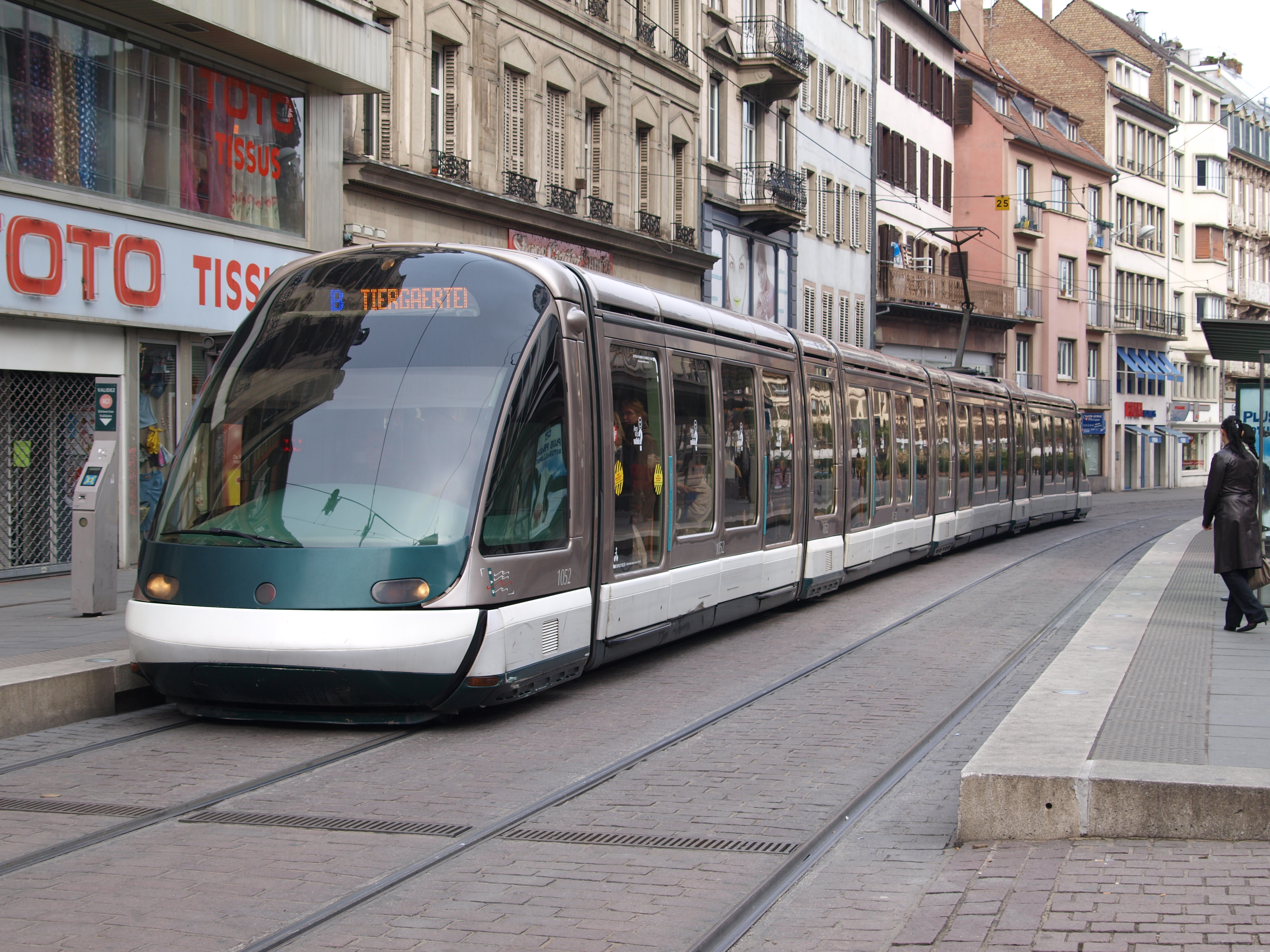
ストラスブール・トラム（9車体連接車） （2009年撮影）
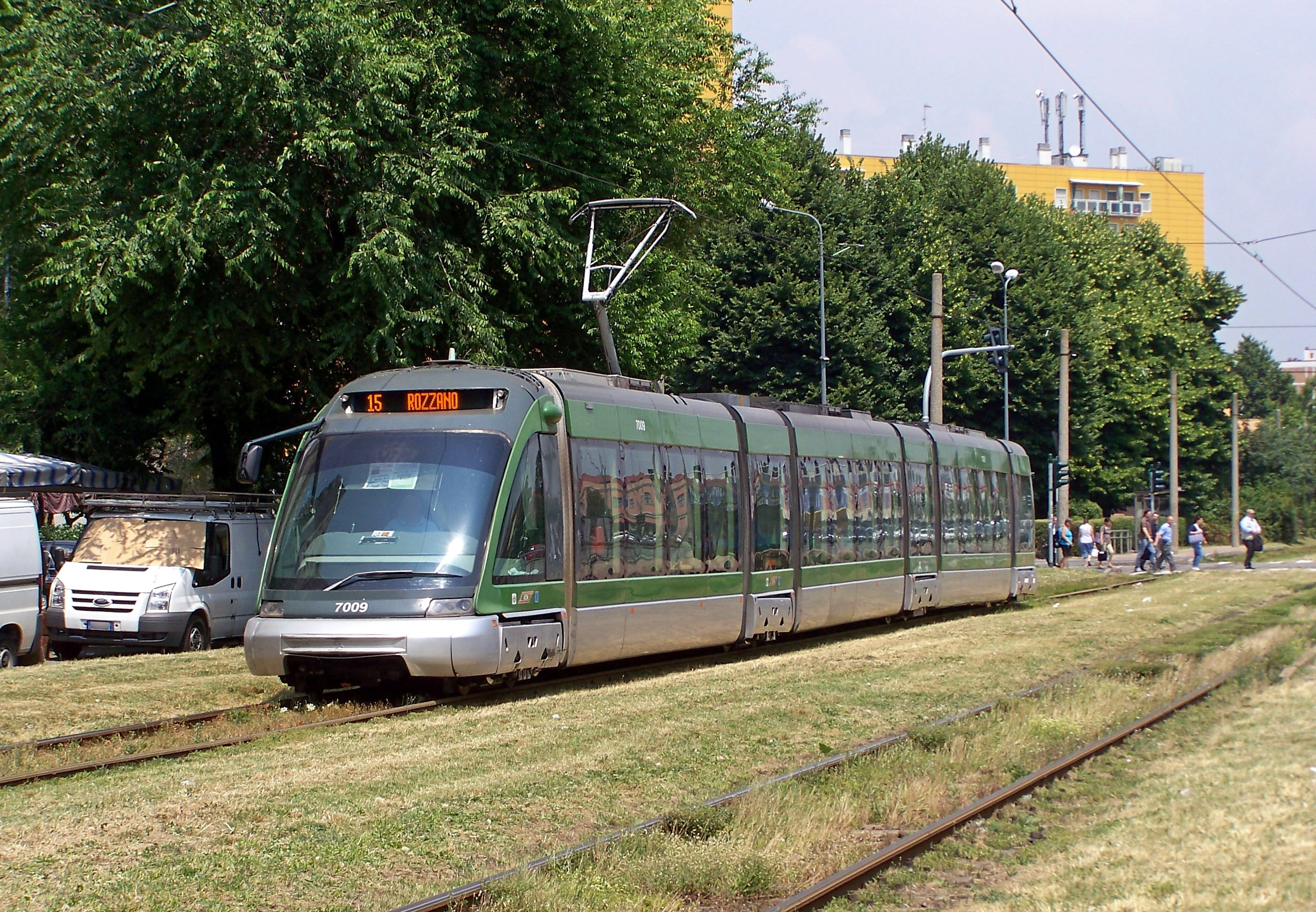
ミラノ市電 （2013年撮影）
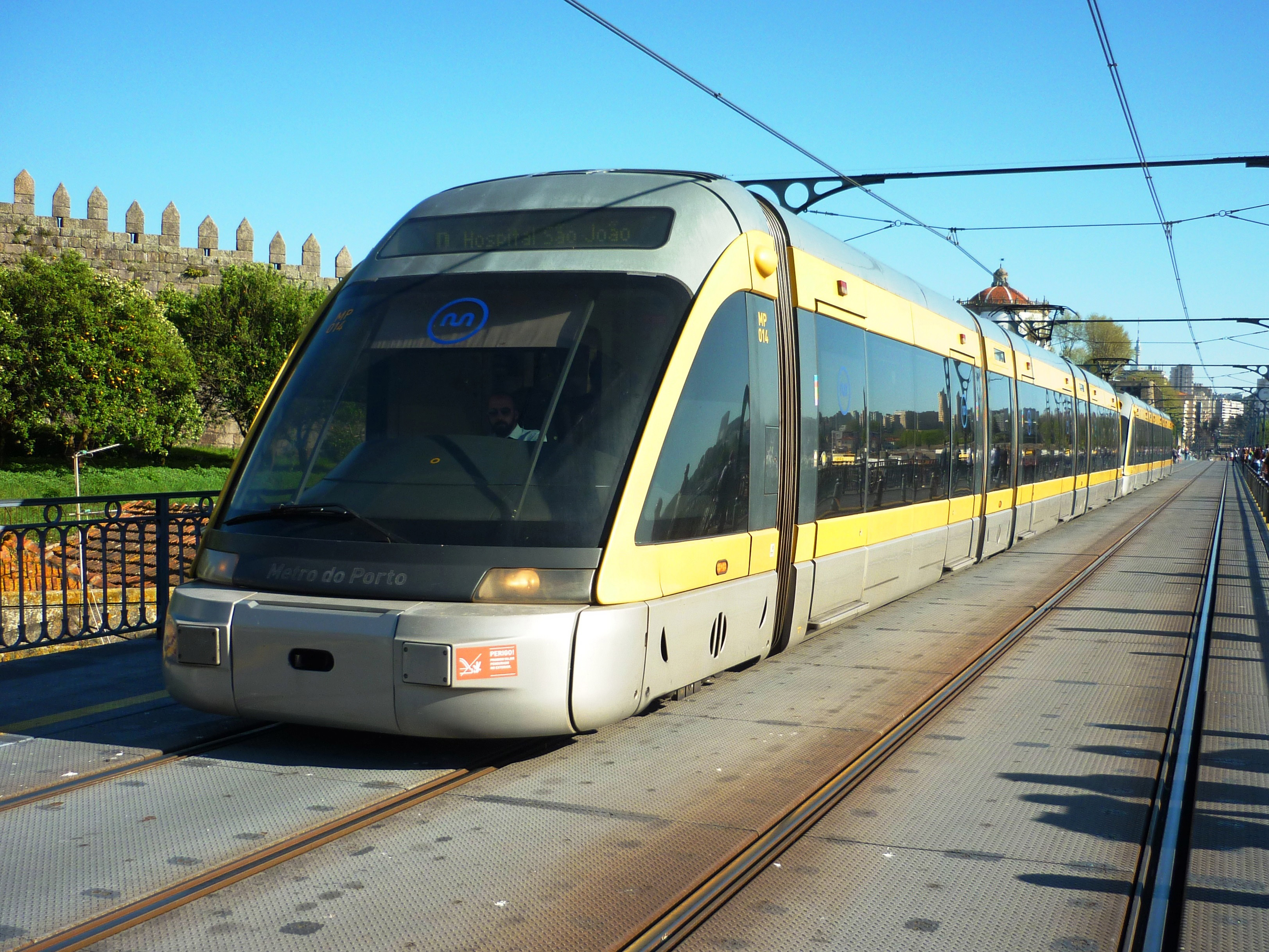
ポルトメトロ （2017年撮影）

## 参考資料
- Transportation Research Board (1995). Report 2: Applicability of Low-Floor Light Rail Vehicles in North America (PDF) (Report). Transit Cooperative Research Program (英語). Washington, D.C.: NATIONAL ACADEMY PRESS. 2024年11月16日閲覧。
- Harry Hondius (2002-7/8). “Rozwój tramwajów i kolejek miejskich (2)”. TTS Technika Transportu Szynowego (Instytut Naukowo-Wydawniczy „SPATIUM” sp. z o.o):  32-58 2024年11月16日閲覧。.